# Pellaea viridis
Pellaea viridis là một loài thực vật có mạch trong họ Adiantaceae. Loài này được (Forssk.) Prantl miêu tả khoa học đầu tiên năm 1882.

## Hình ảnh

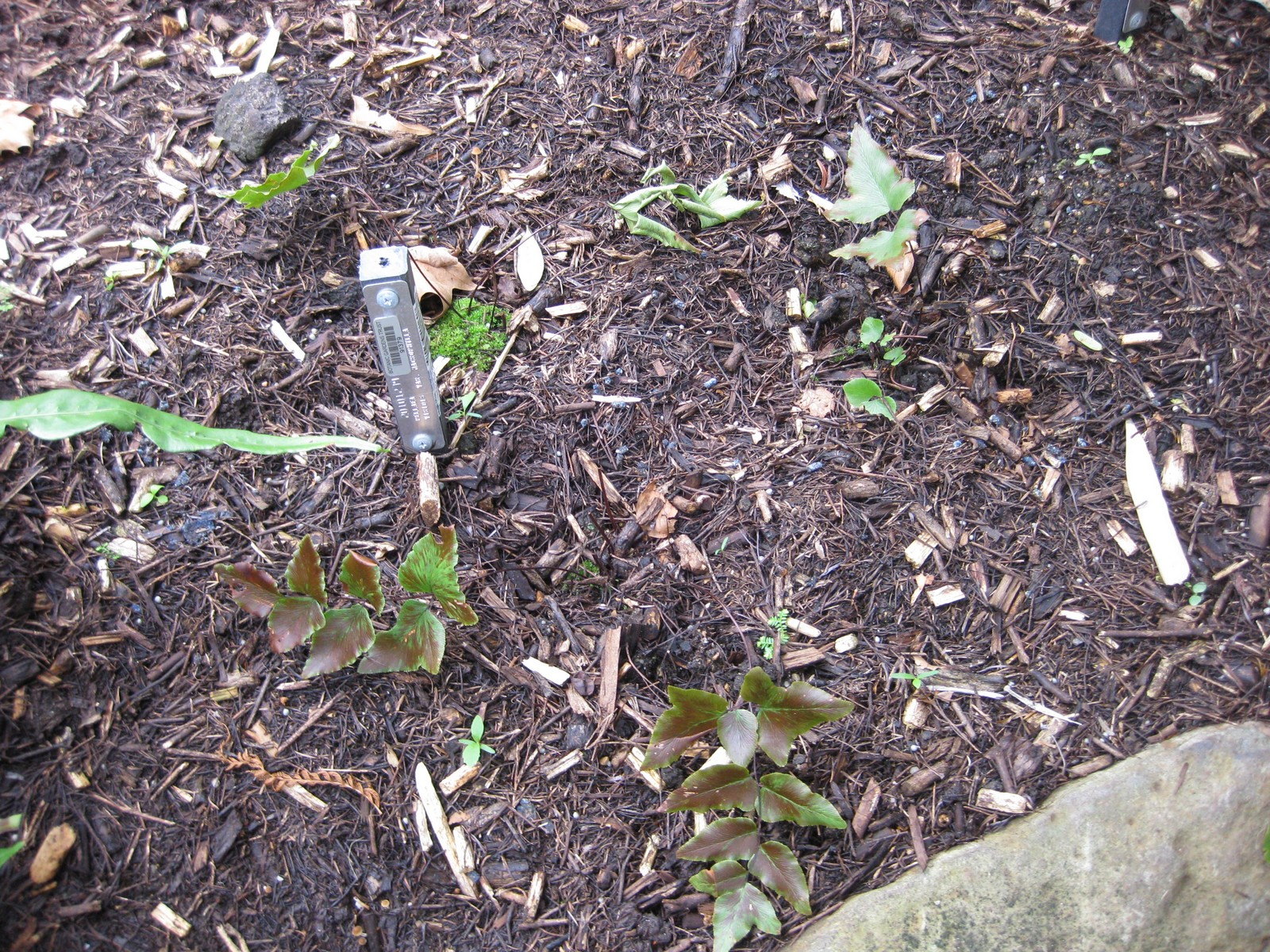
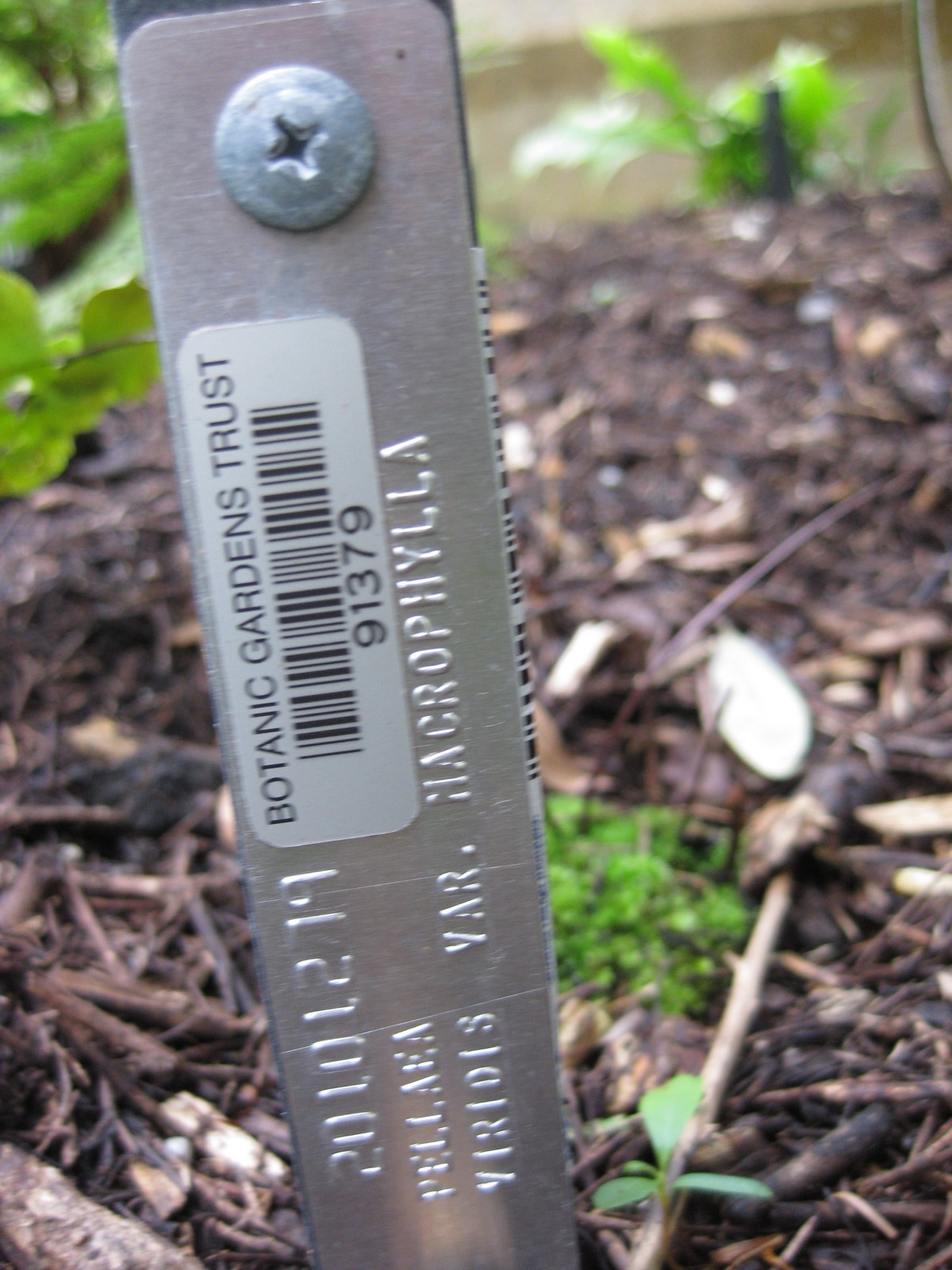